# Conostigmus binasutus
Conostigmus binasutus är en stekelart som beskrevs av Paul Dessart och Cancemi 1987. Conostigmus binasutus ingår i släktet Conostigmus och familjen trefåresteklar. Inga underarter finns listade i Catalogue of Life.